# Исаев, Аслиддин Искандарович
Аслиддин Искандарович Исаев (род. 12 марта 1948, кишлак Чоршанба, Самаркандская область, Узбекская ССР, СССР) — советский, узбекский художник. Академик Академии художеств Узбекистана (2017).

## Биография
Родился 12 марта 1948 года в кишлаке Чоршанба Самаркандской области. С 1966 по 1970 годы учился в душанбинском Республиканском художественном училище им. М. Олимова. После окончания училища вернулся в Самарканд, где с 1973 года работал в мастерских Художественного фонда. В 2006 году окончил Национальный институт художеств и дизайна им. Камолиддина Бехзода. 
21 сентября 2017 года был избран действительным членом Академии художеств Узбекистана.

## Творчество
Художник со своим неповторимым стилем и образом. Частой темой его работ являются виды родного города — Самарканда, портреты близких ему людей. Автор цикла произведений созданных под впечатлениями от его путешествий по США, Индии, Корее, в которых он отразил своеобразное видение Нью-Йорка и Сеула.
Аслиддин Исаев — автор нескольких произведений монументального искусства находящихся в Самарканде, таких, как настенная роспись на здании Самаркандского государственного института иностранных языков. Часть из них была утрачена во время реконструкций зданий, на которых они располагались. Были безвозвратно уничтожены: настенная роспись «Мать-земля» площадью 36 кв. м. на здании учебного корпуса Самаркандского государственного университета ветеринарной медицины, животноводства и биотехнологий; керамический рельеф «Традиции и искусство Самарканда» на улице Ташкентской.

## Награды
- Орден «Дустлик»[4]